# Mandrolisai
Il Mandrolisai (Barbagia 'e Mandrolisai in sardo) è una regione storica dalla Sardegna centrale. 
Ne fanno parte i comuni di Samugheo, Sorgono, Ortueri, Atzara, Tonara e Desulo.

## Geografia fisica
In questa regione si trovano le più alte cime montuose delle Barbagie e, al confine con l'Ogliastra, precisamente tra Desulo e Arzana, si trova Perdas Crapìas (toponimo italiano Punta La Marmora), che con i suoi 1834 metri s.l.m. è la vetta più elevata del Gennargentu e dell'Isola.

## Storia
Anticamente fu una curatoria del Giudicato di Arborea. È detta anche Barbagia d'Olisay, o Mandr-e-Olisay, dal nome del suo luogo principale. Nel 1338 erano ancora popolati i punti nominati Samiguèu, Azzàra, Leonissa, Ortuèri, Sòlgone, Spasulè. 

## Società

### Lingue e dialetti
La tipica parlata di questa zona è chiamata Limba de mesania. 

## Economia

### Agricoltura
Nel Mandrolisai si realizza l'omonimo vino, prodotto da un uvaggio di vitigni autoctoni.